# Monte Jiuhua
Il Monte Jiuhua ( cinese semplificato :九华山; cinese tradizionale :九華山; pinyin : Jǐuhuà Shān ; lett. 'Nove montagne gloriose') situato a Chizhou , nella provincia di Anhui in Cina, è un importante sito buddista e un punto panoramico naturale. È una delle quattro famose montagne buddiste in Cina , uno dei primi siti del patrimonio naturale e culturale in Cina.

## Storia
Il Monte Jiuhua era chiamato Monte Lingyang durante il periodo della dinastia Han . Era chiamato Monte Jiuzi (九子山) durante le dinastie Liang e Chen del periodo delle dinastie del sud. Una leggenda dice che il grande poeta Li Bai della dinastia Tang viaggiò qui e scrisse "La magia è divisa in due rami, la montagna sacra genera nove glorie". (妙有分二气 ，灵山开九华), da cui il nome Monte Jiuhua.
Il Monte Jiuhua si trova nella parte sudorientale della città di Chizhou , nella contea di Quingyang, nella provincia di Anhui . Il picco Shiwang è il più alto con un'altitudine di 1342 metri sopra il livello del mare. Insieme al Monte Wutai nello Shanxi, al Monte Emei nel Sichuan e al Monte Putuo nello Zhejiang . Il Monte Jiuhua è chiamato una delle quattro grandi montagne buddiste della Cina. Nel 719 d.C., Kim Qiaoque , un principe di Silla (l'odierna città di Qingzhou nella Corea del Sud) che fu ordinato bhikkhu, arrivò sul monte Jiuhua e vi rimase per 75 anni. Morì all'età di 99 anni, il suo corpo corporeo rimase intatto come sacra reliquia. Poiché era molto simile nell'aspetto a Dizang Bodhisattva, la comunità monastica credeva che fosse una delle incarnazioni di Dizang Bodhisattva, di conseguenza, il monte Jiuhua divenne il luogo sacro dedicato a Dizang Bodhisattva. Durante i periodi d'oro delle dinastie Ming e Qing, c'erano fino a 360 templi e da 4.000 a 5.000 monaci e monache . La montagna non è famosa solo per la sua cultura buddista, ma anche per i suoi paesaggi naturali caratterizzati da vecchi pini, foreste di bambù verdi, strane rocce, cascate, ruscelli e grotte.
Il monte Jiuhua era originariamente conosciuto come montagna Jiuzi (nove picchi), ma da quando Li Bai, il celebre poeta della dinastia Tang, scrisse della montagna,
"L'altro giorno, navigando lungo il fiume Jiujiang, ho visto i picchi Jiuhua in lontananza. Sembra un fiume paradisiaco sospeso in paradiso, la sua acqua verde ricama ibischi di rose di cotone ."
la montagna fu ribattezzata Montagna Jiuhua. Essendo una popolare meta di pellegrinaggio, era molto famosa nella parte sud-orientale della Cina e divenne una delle quattro montagne sacre del buddismo.

## Templi
Alcuni rinomati templi situati sul Monte Jiuhua includono:
- Tempio Ganlu (Monte Jiuhua)
- Tempio Tiantai (Monte Jiuhua)
- Tempio Zhiyuan (Monte Jiuhua)
- Tempio Huacheng
- Palazzo Baisui
- Zhantalin
- Tempio Baisuigong
- Tempio Qiyuansi
- Tempio Roushen
- Tempio Tianchi
- Tempio di Dabeilou